# New Old Stock
New Old Stock förkortas NOS. Eller N.O.S och är en vedertagen benämning på reservdelar som är fabriksnya men inte nytillverkade, ofta ett från gammalt varuparti som konkurslager eller dödsbon. Benämningen är vanligt i motor- och elektroniksammanhang, till exempel bilreservdelar eller radiorör.
Med andra ord delar som tillverkades när produkten var ny och som bara legat på hyllan. Alltså inte nytillverkade delar, därav New Old. En NOS reservdel ligger oftast i originalförpackning med tillverkarens logo.
Seriösa säljare är restriktiva  med  att marknadsföra sina delar som NOS om dessa saknar originalförpackningen eller annan märkning som objektivt visar ursprunget, och i det fallet sådan saknas enbart benämner delen som ny, alternativt oanvänd. 